# Cobaloscelio cuspidatus
Cobaloscelio cuspidatus är en stekelart som beskrevs av Johnson och Lubomir Masner 2007. Cobaloscelio cuspidatus ingår i släktet Cobaloscelio och familjen Scelionidae. Inga underarter finns listade i Catalogue of Life.